# Ассоциация больших данных
Ассоциация Больших Данных (АБД) – саморегулируемая организация, созданная с целью выработки бизнес-ориентированной стратегии развития рынка больших данных, формирования единых стандартов хранения, обработки, использования и передачи больших данных. Также одной из основных задач ассоциации является повышение эффективности взаимодействия участников рынка больших данных и формирование кодекса этики использования больших данных для защиты пользователей.

## Цели и задачи Ассоциации больших данных
АБД была зарегистрирована 12 октября 2018 года.
Основная цель Ассоциации — создание условий для развития технологий и продуктов в сфере больших данных в России
«Участники рынка больших данных видят острую потребность в установлении гибких и прозрачных правил для развития бизнеса». «Создание безопасной среды больших данных поможет сформировать новые рынки и инновационные продукты. По нашим оценкам, общеэкономический эффект и рост выручки всех индустрий в России за счет использования и обработки больших данных в среднесрочной перспективе (5 лет) может достичь 0,5-1,5% ВВП» (Анна Серебряникова, Президент Ассоциации больших данных )
Основными задачами Ассоциации больших данных являются:
- выработка бизнес-ориентированной стратегии развития рынка больших данных;
- повышение эффективности взаимодействия между участниками рынка;
- «выработать единые стандарты и подходы к работе с большими данными, поспособствовать увеличению темпов роста этого рынка, его качественному развитию» (Роман Постников, CNew.ru [3])
- защита интересов пользователей путем формирования кодекса этики работы с данными.

«Мы создали саморегулируемую организацию, деятельность которой будет основана на общих принципах неприкосновенности частной жизни, тайны личной информации, права на анонимность и контроля над использованием персонализированных данных» (Анна Серебряникова, CNew.ru ).
26 февраля 2019г. Ассоциация больших данных подписала меморандум о взаимопонимании со всемирной Ассоциацией GSM (GSMA) в целях развития цифровой экономики.

## Учредители Ассоциации больших данных
- МегаФон
- Mail.ru Group (на 15,2% принадлежит «МегаФон»)
- oneFactor
- Тинькофф Банк
- Яндекс

Все учредители организации вошли в состав правления.
Президентом организации выбрана Анна Серебряникова, заместитель генерального директора по цифровым проектам и взаимодействию с органами власти ООО «ЮэСэМ Менеджмент», руководитель рабочей группы «Информационная инфраструктура» АНО «Цифровая экономика», управляющий партнер компании nlogic.
На момент создания организации другие крупные игроки рынка больших данных не спешили вступать в ассоциацию и заняли выжидательную позицию, чтобы посмотреть на первые результаты работы АБД.
В последующие годы к Ассоциации присоединились:
- Газпромбанк
- Сбербанк
- Ростелеком
- Qiwi
- ВымпелКом
- Аналитический центр при Правительстве Российской Федерации
- МТС
- Фонд Сколково
- Банк ВТБ
- ЦРС
- розничная сеть «Магнит»

## Правление АБД
- Соболев Александр Андреевич (Директор по стратегии компании «МегаФон»);
- Федоров Сергей Михайлович (Управляющий директор, блок «Технологии» Департамента управления данными (SberData), Управление корпоративных данных);
- Алексеев Игорь Юрьевич (Директор по взаимодействию с государственными органами и корпоративным отношениям «Яндекс»);
- Павлюкова Валерия Александровна (Директор юридического департамента, заместитель председателя правления «Тинькофф Банка»);
- Голуб Константин Юрьевич (Директор по связям с государственными органами Mail.ru Group);
- Постников Роман Владимирович (Генеральный директор oneFactor);
- Пузырникова Наталия Владиславовна (Первый вице-президент «Газпромбанка»);
- Богачева Юлия Юрьевна (Директор по управлению и анализу данных QIWI);
- Глазков Борис Михайлович (Вице-президент по стратегическим инициативам «Ростелекома»);
- Дубин Михаил Андреевич (Председатель совета директоров Центра развития перспективных технологий);
- Романов Константин Сергеевич (Директор по продуктам и технологиям больших данных, ПАО «ВымпелКом» (бренд «Билайн»), руководитель Big Data Center of Excellence VEON);
- Ибрагимов Султан Русланович (Вице-президент ПАО «[5]МТС» по взаимодействию с органами государственной власти и связям с общественностью);
- Дроздов Игорь Александрович (Председатель Правления Фонда «Сколково»);
- Кулик Вадим Валерьевич (Заместитель президента-председателя правления «Банка ВТБ»);
- Дюннинг Ян (Президент, генеральный директор ПАО «Магнит»).

Согласно уставу организации для вступления потенциальному участнику необходимо подать заявку, после чего она будет выдвинута на рассмотрение правления Ассоциации.

## Структура АБД
Руководство
- Илья Кананыкин - Директор АБД.[7]
- Алексей Нейман – Исполнительный директор АБД;
- Татьяна Бражник – Ответственный секретарь АБД

Руководители профильных комитетов
- Роман Постников (Генеральный директор oneFactor) – руководитель Технологического комитета;
- Мария Поликанова (Управляющий директор ПАО «Сбербанк») – руководитель Стратегического комитета;
- Никита Данилов (Руководитель комитета по правовому взаимодействию с органами исполнительной власти ПАО «МегаФон») – руководитель Комитета по правовым вопросам и комплаенс;
- Жанна Покровская (Руководитель пресс-службы Ассоциации больших данных) – Руководитель Комитета по связям с общественностью;
- Богачева Юлия (Директор по управлению и анализу данных QIWI) – Руководитель Комитета по пилотированию.

## Кодекс этики использования данных
12 декабря 2019 года в рамках Российской интернет недели (RIW) был подписан Кодекс этики использования данных, который разрабатывался участниками АБД совместно с Институтом развития интернета (ИРИ).
В документе закреплены основные принципы профессионального и этического поведения участников отрасли при сборе, обработке, использовании и передаче данных, а также он призван регулировать взаимодействие между государством, гражданами и бизнесом и стать базой для законодательных инициатив в области регулирования.
Положения кодекса распространяются на все виды данных — от пользовательских до промышленных.
Важнейшими составляющими Кодекса этики являются: Белая книга лучших практик использования данных и Реестра добросовестных участников рынка данных. Для контроля за исполнением требований кодекса создан Совет по совершенствованию практик работы с данными, который также будет регулярно актуализировать принципы и правила, изложенные в документе.
Документ подписали: холдинг «Газпром-медиа», «Яндекс», «МегаФон», Тинькофф банк, Сбербанк, Газпромбанк, oneFactor, группа QIWI, Mail.ru Group, группа ВТБ, «Вымпелком», «Ростелеком», МТС, а также Аналитический центр при правительстве РФ.
Позднее к Кодексу также присоединились: социологическая служба ИОМ «Анкетолог», 2ГИС, Avito, CleverDATА, Кометрика, Коммуникационная группа Dentsu Russia, Коллегия адвокатов Herbert Smith Freehills, СберКорус, Mindbox, Работа.ру, Объединенное кредитное бюро, СберФакторинг, СберМаркет, «Деловая Среда», SearchInform, СберЛизинг.
Поводом для создания и подписания Кодекса стал конфликт «ВКонтакте» и стартапа Double Data (резидент «Сколково»). В январе 2017 года «ВКонтакте» был подан иск против Double Data и Национальному бюро кредитных историй (НБКИ) с требованием прекратить использование открытых данных пользователей для продажи своих услуг. Double Data извлекала данные пользователей социальной сети без их согласия, а НБКИ, в свою очередь, предлагало сервисы на основе технологий Double Data кредитным организациям для оценки кредитоспособности заемщиков.
Перед подачей иска была проведена проверка отделом МВД, который не выявил нарушений. Арбитражный суд полностью отклонил иск, ссылаясь на то, что Double Data собирает только общедоступные данные пользователей и «является по сути поисковой системой».
Подписание кодекса призвано сделать рынок более прозрачным и снизить регуляторное давление на бизнес, а также повысить общую грамотность в вопросах хранения, передачи и использования данных.
Ранее инициативы о регулировании больших данных выдвигались в правительстве и Госдуме, центре компетенций АНО «Цифровая экономика» и Фонде развития интернет-инициатив.

## Стратегия
В 2019 году АБД представила стратегию развития рынка больших данных до 2024 года, разработанную совместно с Boston Consulting Group. Согласно полученным данным ее реализация к 2024 году даст прирост ВВП страны на 0,3% в сравнении с 2019 годом.
Для реализации стратегии необходимо реализовать 18 проектов по трем основным направлениям:
- повышение доступности данных (R&D);
- развитие рынка больших данных;
- масштабирование рынка.[20]

В рамках проекта будет создана «Песочница данных», которая позволит стартапам тестировать гипотезы и бизнес-модели на реальных  обезличенных пользовательских данных  компаний, входящих в состав АБД. Главное условие участия в проекте – наличие у стартапа готового или минимально жизнеспособного продукта, либо прототипа. Лучшие участники будут рекомендованы Ассоциацией в венчурные фонды, а также у них появится возможность попасть в проект АБД «Центр компетенций» (маркетплейс компаний, специализирующихся на обработке данных).
На базе песочницы планируется разработать максимально защищенную технологию обогащения данных, которая будет учитывать интересы граждан и законодательство.
Программа масштабирования рынка состоит из 3-х частей:
- Продвижение технологий в госсекторе и разработка стандартов для госпредприятий;
- Экономические модели для традиционных отраслей;
- Создание центра компетенций для внедрения новых технологий.[24]

В 2020 году Ассоциация больших данных стала партнером всероссийского конкурса «Цифровой прорыв», одного из проектов президентской программы «Россия – страна возможностей». Цель ассоциации - поиск молодых технологичных команд в отрасли больших данных и создание совместных продуктов и проектов. АБД будет предоставлять задания и экспертную поддержку, а также «песочницу» для тестирования.

## Другие материалы по теме
1.	Пресс-конференция «Стратегические вопросы развития российского рынка больших данных», 05.11.2019, «Россия сегодня»
2.	Стратегия развития рынка больших данных до 2024 года
3.	«Ассоциация больших данных призвала ГД доработать проект о персональных данных», 04.12.2020, RSpectr.com
4.	«В России создадут цифровой профиль туриста Он поможет регионам прогнозировать, где открыть кафе или проложить дорогу», авторы Владислав Скобелев и Елена Сухорукова, 05.04.2021, РБК
5.	«В России создадут цифровой профиль туриста», 05.04.2021, ТАСС
6.	«Яндекс», «Ростелеком» и Mail.ru ополчились на регулирование больших данных по методике Минкомсвязи